# Famille Lambert (banquiers)
 (janvier 2021).
Si vous disposez d'ouvrages ou d'articles de référence ou si vous connaissez des sites web de qualité traitant du thème abordé ici, merci de compléter l'article en donnant les références utiles à sa vérifiabilité et en les liant à la section « Notes et références ».
Pour les articles homonymes, voir Familles de Lambert et Lambert.

Blason famille Lambert

La famille Lambert est une famille de banquiers de Belgique actifs au XIXe siècle et XXe siècle.

## Samuel Lambert
Vers 1835, Samuel Lambert (Lyon, 1806 - Bruxelles, 1875, né Samuel Cahen et d'origine alsacienne) vient s'établir à Bruxelles. Il était marié avec Jenny Low Lovy, dite Eugénie Lion. Il devient l'assistant de son parent Lazare Richtenberger, correspondant à Bruxelles de Rothschild Frères, en particulier de la branche française. Les deux hommes servent régulièrement d'intermédiaires pour des transactions entre les Rothschilds et la Société générale de Belgique.
En 1853, Samuel Lambert fonde sa banque Lambert, agent Rothschild. Il était également artiste peintre.

## Léon Lambert
Léon Lambert (Anvers, 27 mars 1851 - Paris, 30 janvier 1919), fils de Samuel Lambert, développe de manière considérable les activités et l'influence de sa famille dans l'économie belge de la fin du XIXe siècle.
En 1882, il épouse la baronne Zoé de Rothschild (Paris 25 février 1863 - 16 août 1916), fille du baron Gustave de Rothschild (1829-1911) et de Cécile Anspach (1840-1912). Depuis 1853, la firme Lambert, agent Rothschild est une correspondante belge des banques Rothschild, tout en opérant de manière indépendante. Elle devient la banque du roi Léopold II pour ses affaires personnelles et s'intéresse aux activités de l'État indépendant du Congo. Avant la fondation de cet État, Lambert servait déjà de banquier et faisait crédit à l'administration coloniale, encore à l'état embryonnaire. En 1899, Léon Lambert participe à la fondation de Tanganyika Concessions Limited  et de compagnies minières au Katanga et en Rhodésie.
En 1896, Léon Lambert obtient une concession de noblesse héréditaire avec le titre transmissible de baron. Il adopte comme devise Conscientia Lux mea.
Les liens avec la famille de Rothschild se resserrent à l'occasion du mariage de sa fille Betty (1894-1969) avec Rodolphe von Goldschmidt-Rothschild (1881-1962), bien que cette union se termine dix ans plus tard.

## Henri Lambert
Henri, 2e baron Lambert (Bruxelles, 1er mars 1887 - Etterbeek, 6 octobre 1933) succède à son père. Il se marie à l'âge de quarante ans avec l'Autrichienne Johanna de Reininghaus (1899-1960) et meurt onze ans plus tard. Ils ont deux fils et une fille.
Sous sa direction, la banque prend de nombreuses participations dans des sociétés financières ou industrielles, comme par exemple la Vieille Montagne. Après la crise bancaire des années trente, la banque de dépôt Banque Lambert et le holding Groupe Lambert devinrent autonomes. Après la mort d'Henri Lambert, les deux institutions financières sont dirigées par des professionnels, membres ou amis de la famille.
Il meurt inopinément en 1933 à la suite d'une opération chirurgicale.

## Léon Lambert
Léon, 3e baron Lambert (Etterbeek, 2 juillet 1928 - Anderlecht, 28 mai 1987), une fois ses études terminées, prend la tête du groupe Lambert. Aussi bien le holding que la banque progressent fortement au cours des années cinquante et soixante.
Le remarquable immeuble de l'avenue Marnix à Bruxelles est construit en 1963 : siège central du groupe et de la banque, ce chef-d'œuvre d'architecture moderniste est le seul projet de l'architecte américain Gordon Bunshaft exécuté en Europe. Léon Lambert installe sa résidence au dernier étage, dans un espace qui lui permet d'installer sa collection d'art contemporain. Sous son impulsion, la banque entame également sa propre collection d'œuvres d'art.
En 1953,  il devient administrateur de la Société d'Investissement du Nord, dirigée par Georges Pompidou, directeur de la Banque Rothschild. Les activités principales du Groupe Lambert se faisaient au sein de la Compagnie d'Outremer et de ses nombreuses participations dans des sociétés industrielles, commerciales ou financières.
En 1975, il prend une part active à la fusion entre la Banque de Bruxelles et la Banque Lambert, ainsi que leurs deux holdings. Il devient président de la Banque Bruxelles Lambert et du Groupe Bruxelles Lambert. Il continue à siéger dans de nombreux conseils d'administration parmi lesquels Tractebel et Petrofina.
Le baron Lambert était entouré de personnalités bien connues du monde financier, telles que Camille Gutt, Georges Moens de Fernig, Jean-Charles Snoy et d'Oppuers, Jean-Pierre de Launoit, Lode Claes, Pierre Wigny, Jacques Thierry, Jean Godeaux, Ernest de Selliers de Moranville, etc.
Léon Lambert reste célibataire.

## Philippe Lambert
Philippe, 4e baron Lambert (Etterbeek, 3 mars 1930 - 21 septembre 2011), participe au développement que son frère Léon donne au Groupe Lambert après la Seconde Guerre mondiale : il est notamment administrateur du Groupe Bruxelles Lambert, de la Banque Bruxelles Lambert et en particulier de la Banque Bruxelles Lambert Suisse.

## Lieu de sépulture
Le mausolée de la famille Lambert se dresse au cimetière du Dieweg à Uccle (Bruxelles).